# فست فود
فَست فود (به انگلیسی: fast food) یا غذای سریع یا غذای فوری (مصوب فرهنگستان زبان و ادب فارسی) غذاهایی هستند که به سرعت طبخ و آماده می‌شوند. انواع ساندویچ به ویژه همبرگر از فست فودهای رایج هستند. فست فود در مورد غذاهای خانگی به کار نمی‌رود. بلکه بیشتر اشاره به غذاهایی می‌کند که در رستوران‌ها تهیه می‌شوند. مک‌دونالد و کی اف سی از رستوران‌های مشهوری هستند که در سراسر دنیا غذای سریع ارائه می‌دهند. یک غذای سریع در خیلی از کشورها شامل یک ساندویچ (همبرگر، مرغ و مانند آن)، سیب زمینی سرخ کرده و یک نوشابه گازدار است. قیمت مواد غذایی در رستوران‌های فست فود معمولاً ارزان‌تر از سایر رستوران‌ها است.

## ویژگی های برتر شغل فست فود

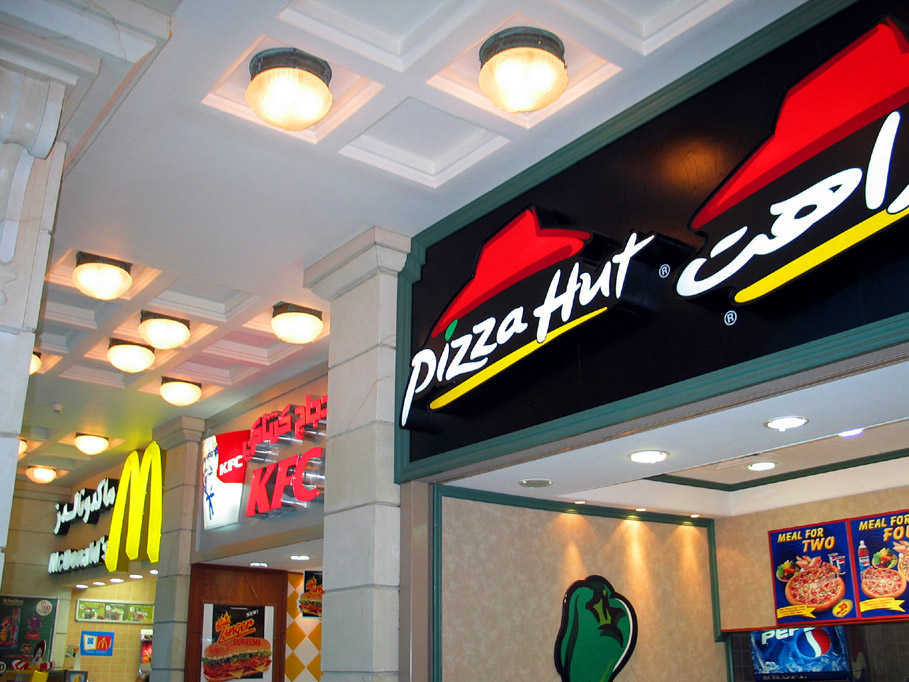
شعبه‌های پیتزا هات، کی‌اف‌سی و مک‌دونالد در امارات متحده عربی

در مشاغل فست فودی که کاملاً از رستوران‌ها و کبابی‌ها و بیرون برها و کترینگ‌ها متفاوت است می‌شود به این مسائل اشاره کرد که فست فود را می‌توان تنها صنفی دانست که می‌توان تمام اجزای آن را نه تنها سیستم سازی کرد که خود گردان باشد بلکه می‌توان تمام مواد موردنیاز مصرفی این شغل را بصورت خودکفا تهیه کرد و بصورت درون سازمانی به خودکفایی رساند تا از هزینه‌های اضافی و سربار جلوگیری کرد. در این شغل برخلاف تمام شغل‌های دیگر با مؤلفه‌های بسیار زیاد و جزئیات بسیار زیادی برخورد خواهید داشت که در هیچ صنف و صنعت و شغل دیگری این حد از پیچیدگی و ساختاری که نیاز به نظم داشته باشد وجود ندارد. همزمان با اینکه می‌بایست به کیفیت محصولات و مواد مصرفی و تهیه سازی و آماده‌سازی مواد و… توجه کرد و مواظب آن بود، به همان اندازه می‌بایست توجه به بهداشت و سلامتی مصرف‌کنندگان آن محصولات هم توجه ویژه داشت؛ زیرا کوچک‌ترین اشتباهی می‌تواند منجر به اتفاقات جبران ناپذیری شود. در صنعت غذا، فستفودها نه تنها برخی هزینه‌های مربوط به رستوران و اغذیه سراهای گران‌قیمت را پایین می‌آورند بلکه در برخی موارد قیمت تمام شده محصولات می‌تواند به نسبت غذاهای خانگی به صرفه تر و ارزانتر درآید.
برای خودکفایی در یک صنعت غذایی و فست فودی می‌توان برای مثال گوشتهای موردنیاز مصرفی در فست فود را از طریق تأسیس و ایجاد گاوداری‌های زنجیره ای تهیه کرد تا هزینه‌های سازمانی کاهش یابد.
برای مواردی مثل سیفی‌جات می‌توان با کشت مزارع یا گلخانه‌های کشاورزی گوجه و خیار و هویج و … (وتمام موارد موردنیاز فست فود)
مواد اولیهٔ موردنیاز فست فود را تهیه کرد و به خودکفایی رسید.

## تاریخچه غذای سریع

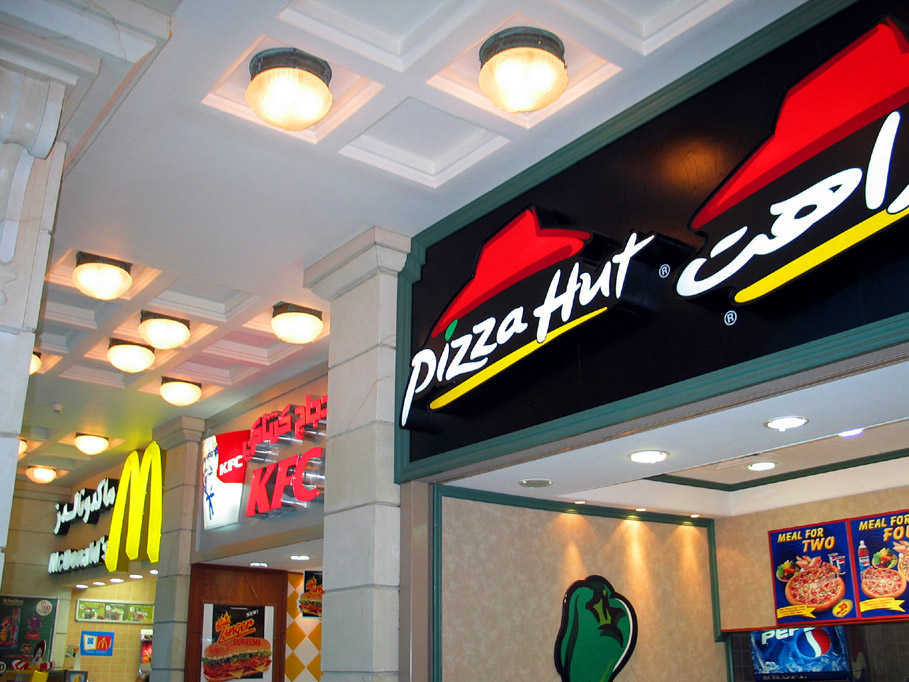
شعبه‌های پیتزا هات، کی‌اف‌سی و مک‌دونالد در امارات متحده عربی

فست فود غذایی است که از رستوران‌های فست فود تهیه می‌شود. 
اولین فست فود شناخته شده در جهان، کلانه  می‌باشد با قدمت ۳۰۰ سال، که متعلق به کردستان است و در آنجا تهیه و پخت می‌شود.  انواع ساندویچ، همبرگر، چیزبرگر و دیگر انواع برگرها، ماهی و میگوی سوخاری، هات‌داگ، فیلهٔ استیک گوشت یا مرغ، سیب‌زمینی سرخ کرده، مرغ سوخاری، ناگت مرغ، جغور بغور، تاکو (نوعی غذای مکزیکی)، انواع پیتزا (فر پیتزا ریلی)و انواع سالاد در فهرست غذای رستوران‌های فست فود به چشم می‌خورد. در این رستوران‌ها، غذای از پیش آماده را در مدت کوتاهی بعد از سفارش، به مشتری تحویل می‌دهند. خیلی از این رستوران‌ها، رستوران‌های واقعی نیستند؛ چون جایی برای نشستن و غذا خوردن ندارند. از این نظر بیشتر شبیه یک فروشگاه عرضهٔ مواد غذایی هستند. خیلی از رستوران‌های فست فود بخشی از یک سازمان زنجیره‌ای هستند. از آنجایی که راه‌اندازی فروشگاه‌های فست فود نیاز به امکانات چندانی ندارد و فضای بزرگی هم نمی‌خواهد، نمونه‌های شخصی و مستقل آن، مخصوصاً در کشورهای در حال توسعه مثل کشور خودمان، رو به افزایش است. در مقابله با موج حملاتی که علیه صنعت فست فود صورت می‌گیرد، صاحبان این صنعت پُرسود خیلی سعی کرده‌اند تا عبارت فست فود (fast food) را از ذهن مردم پاک کنند و به جای آن عبارت «رستوران‌های خدمات فوری» را جا بیندازند، اما مردم در سرتاسر دنیا به این نوع غذا می‌گویند: «فست فود». اگر چه ترجمه این عبارت به فارسی همان «غذای حاضری» است، اما در این مطلب از همان عبارت آشنای فست فود استفاده کرده‌ایم. عبارت فست فود تبدیل به نماد زندگی مدرن و ماشینی شده‌است. جف آردر می‌گوید: ما در زمانه‌ای زندگی می‌کنیم که پیتزا زودتر از نیروی پلیس به خانه‌هایمان می‌رسد. نسل حاضر آمریکا را نسل فست فود می‌نامند، اما برخلاف آنچه فکر می‌کنیم، عرضهٔ سریع غذاهای حاضر و آماده، پیشینهٔ تاریخی دارد و مختص قرن حاضر نیست. 

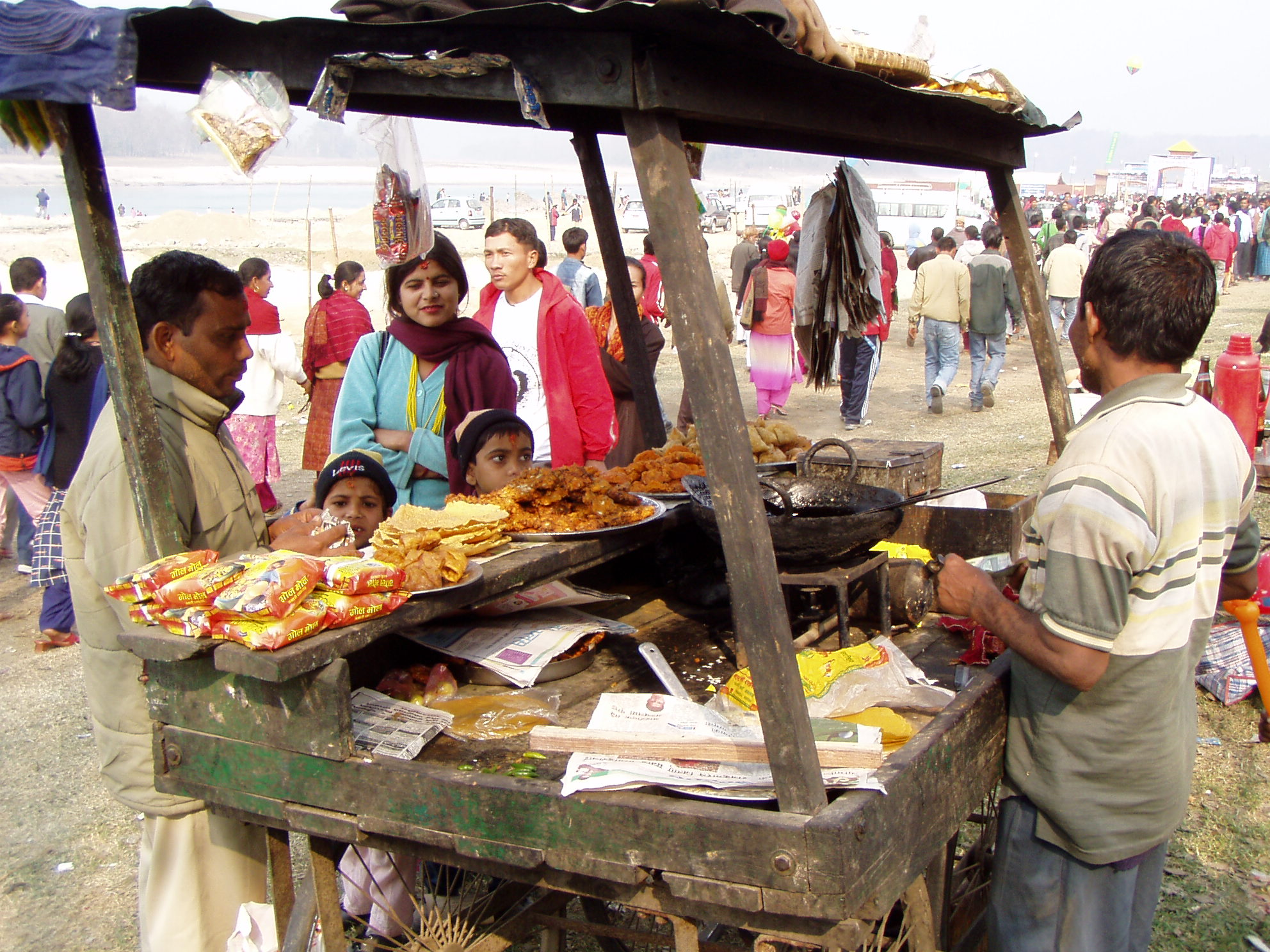
فروشنده خیابانی در نپال فست فود می‌فروشد.

در روم باستان، دکه‌های فروش نان و زیتون وجود داشته‌است. در شرق آسیا مغازه‌هایی بوده‌اند که رشته فرنگی آماده عرضه می‌کردند. در خاورمیانه، از سال‌های دور تا امروز دکه‌های فروش فلافل را داشته‌ایم. در هند قدیم انواع اغذیهٔ آماده وجود داشته‌است. در کشورهای غرب آفریقا نیز از قدیم‌الایام، بروشت می‌فروختند که نوعی کباب چوبی است. اما فست فود به شکل امروزی دقیقاً در هفتم ژوئیه ۱۹۱۲ و در آمریکا متولد شد. در این روز رستورانی با نام «اتومات» در نیویورک افتتاح شد که در واقع نوعی کافه تریا بود. آن‌ها غذاهای از پیش آماده را در محفظه‌های گرم‌کنندهٔ شیشه‌ای قرار می‌دادند و مشتریان از طریق دستگاه‌های سکه‌ای اقدام به خرید آن می‌کردند. اتومات خیلی زود شعبات متعددی در گوشه و کنار آمریکا افتتاح کرد و ۲۰ سال بی‌رقیب باقی ماند. بالای در ورودی رستوران‌های اتومات نوشته بود: «ما کار مادران را کم کرده‌ایم.» بعد از اتومات نوبت به شرکت آمریکایی «وایت‌کسل» (قلعهٔ سفید) رسید که همبرگرهایش فقط پنج سنت قیمت داشت که برای مشتریان واقعاً به صرفه بود. آن‌ها علاوه بر اینکه قیمت را حسابی پایین آورده بودند، نوآوری دیگری هم داشتند: خط تولید غذا را به شکلی تعبیه کرده بودند که تمام مشتریان می‌توانستند خیلی راحت شیوهٔ آماده کردن غذا را ببینند. در سال ۱۹۴۰ سر و کلهٔ «مک‌دونالد» پیدا شد که امروزه نامش مترادف با صنعت فست فود است. برادران مک‌دونالد، دیک و مک، با یک باربکیو شروع کردند. منتها دیگر لازم نبود که مشتریان برای تهیهٔ غذا از خودروی خود پیاده شوند، باربکیوی آن‌ها به اصطلاح حالت driving داشت.

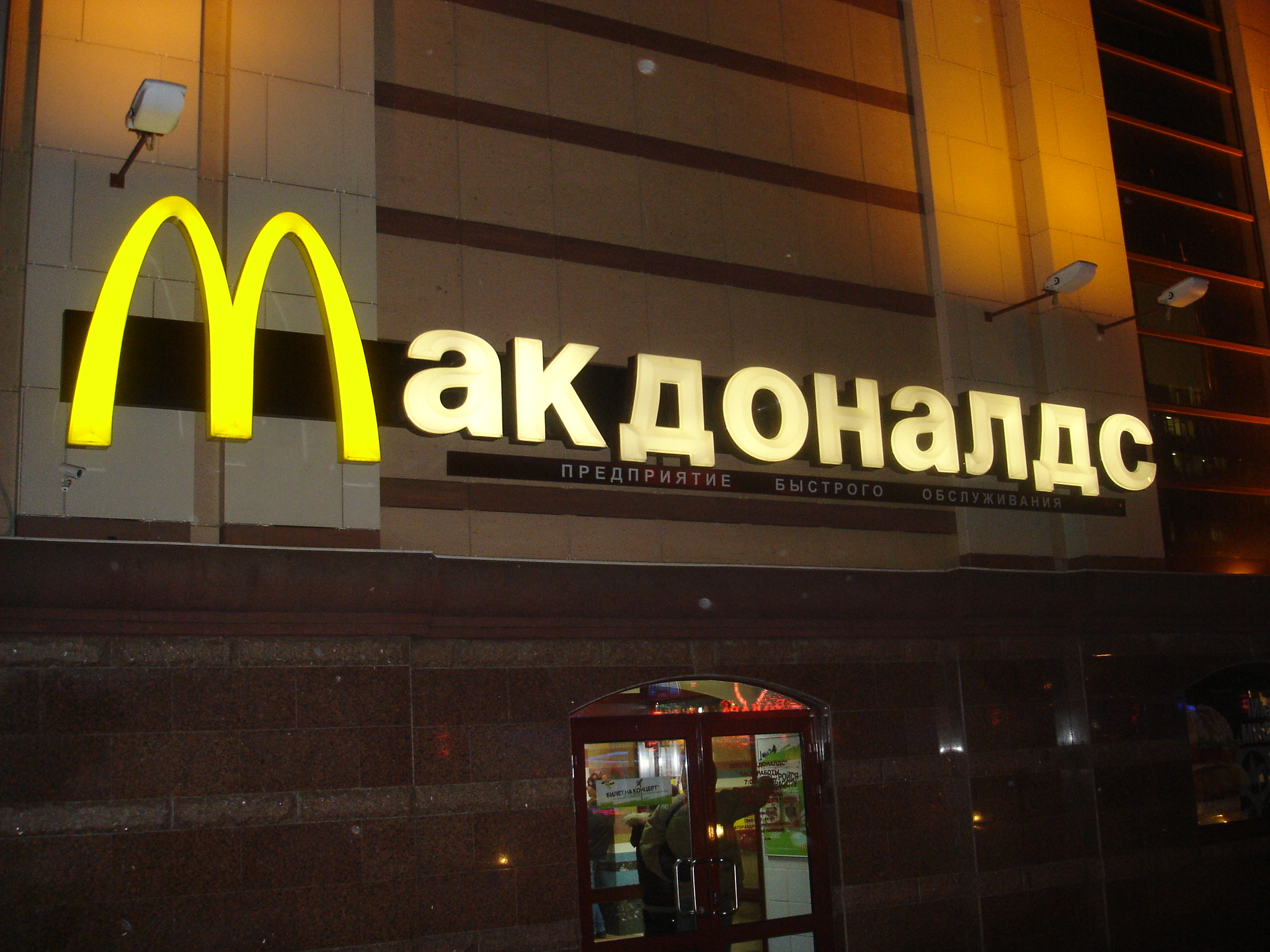
رستوران مک دونالد در روسیه

برادران مک‌دونالد بعد از هشت سال وقتی که دیدند بیشتر سودشان از فروش همبرگر است، رستوران‌شان را سه ماه بستند و وقتی در سال ۱۹۴۸ مجدداً آن را افتتاح کردند، منوی‌شان کوتاه و ساده شده بود: همبرگر، سیب‌زمینی سرخ‌کرده، چند نوع شیک (shake)، قهوه و کوکاکولا که البته همه از قبل آماده و بسته‌بندی شده بودند. دیگر لازم نبود که فروشندگان منتظر سفارش مشتریان بمانند. قیمت هر همبرگر ۱۵ سنت بود که می‌شد نصف قیمت جاهای دیگر. در سال ۱۹۶۱ یکی از کسانی که در کار تهیهٔ انواع شیک بود، امتیاز مک‌دونالد را خرید و ایده‌های خود را در آن بسط داد و آن را متحول کرد. نام این شخص «ری کراک» بود و این جمله هم متعلق به اوست: «برای درک زیبایی موجود در گوجه فرنگی داخل یک همبرگر به نوع خاصی از شعور نیاز است». بعد از مک‌دونالد، فست فودهای زنجیره‌ای زیادی ظهور کردند که البته خاستگاه بیشتر آنان ایالات متحده بود. رستوران‌های زنجیره‌ای فست فود، به‌ویژه مک‌دونالد و کی اف سی، در بیشتر کشورهای جهان، نماد جهانی سازی و امپرالیسم آمریکا به حساب می‌آیند و در بیشتر اعتراضات مردمی مورد حمله قرار می‌گیرند. در سال ۲۰۰۵ اهالی کراچی در پی اعتراض به سیاست‌های تفرقه‌افکن آمریکا در پاکستان، به شعبهٔ اصلی رستوران کی اف سی حمله کردند و آن را از بین بردند.

## زیان‌های فست فود

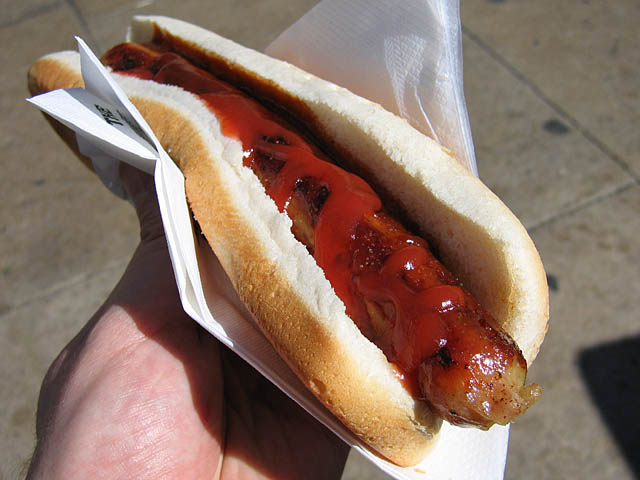
هات داگ

برای نشان دادن اثرات مضر فست فودها بر سلامت انسان در سال ۲۰۰۴ میلادی فیلم مستندی ساخته شد که کارگردان این فیلم در مدت یک ماه، هیچ چیز به جز فست فودهای مک دونالد را نمی‌خورد و هیچ ورزش و فعالیتی انجام نمی‌داد. در پایان این مدت او بسیار چاق شده و به بیماری‌های مختلفی نیز دچار شده بود. نتایج آخرین مطالعات دانشمندان نشان می‌دهد، جوانان و نوجوانانی که در یکی از وعده‌های غذایی روزانه خود فست فود می‌خورند، نسبت به سایر همسالان خود کالری، نمک و چربی بیشتر و ویتامین و مواد معدنی کمتری دریافت می‌کنند. یافته‌های جدید محققان نشان می‌دهد جوانانی که به فست فود عادت دارند، با چاقی و مشکلات ناشی از آن دست و پنجه نرم می‌کنند. نتایج یک مطالعه ۱۵ ساله روی جوانانی که پا به سن گذاشته‌اند، نشان داد آن‌هایی که در جوانی فست فودها را به عنوان یکی از وعده‌های غذایی خود قرار داده بودند، چاق تر از دیگران هستند. که در یکی از وعده‌های غذایی روزانه خود فست فود می‌خورند. تحقیقات دیگری نشان می‌دهد، نوجوانانی که لاغرترند نسبت به آن‌هایی که چاق‌ترند، در یک رستوران فست فود بیشتر غذا می‌خورند و این نشان می‌دهد توانایی بدن در مصرف کالری‌های اضافی به اینکه چقدر اضافه وزن داریم، برمی گردد. همچنین در مناطقی که تعداد رستوران‌های فست فود کمتر است، بیماری‌های قلبی و عروقی کاهش می‌یابد. برعکس در مناطقی که مردم به غذاهای فست فود عادت دارند، علاوه بر ارزش‌های غذایی این خوراکها، شیوع عادت‌های بد مانند پرخوری، کم‌تحرکی و سریع غذا خوردن به اثرات مضر فست فودها بر سلامتی انسان می‌افزاید.

## در ایران
در ایران، ساندویچی‌ها نمونه‌های اصلی رستوران‌های غذای سریع هستند که انواع ساندویچ سرد و گرم را ارائه می‌دهند.
اما در ایران با نام اغذیه فروشی معرفی شده است و تفاوت اصلی آن با فست فود در مکانیزه بودن تجهیزات و سرعت ارایه خدمات است که در فست فود ماشین الات  جایی نیروی تخصیصی را به اپراتورهای ساده تغییر داده است.

## بسته‌بندی فست فود
بسته‌بندی فود یکی از مهم‌ترین بخش‌ها می‌باشد. اما اغلب به آن بی‌توجه هستند. نوع مقوای مصرفی باید کاملاً بهداشتی باشد و از مواد بازیافتی به هیچ عنوان استفاده نشده باشد. از مقواهایی که در این صنعت استفاده می‌شود می‌توان به مقوای دوبلکس، ورق‌های فلوت، مقوای ایندربرد و پلاستیکیِ بهداشتی اشاره کرد. استفاده از مقواهای غیر بهداشتی می‌تواند یک خطر جدی برای مصرف‌کنندگان باشد و تمام این مقواها باید دارای نشان بهداشت و شماره پروانه تولید باشند. بوی مقوا می‌تواند یک نشانه از بهداشتی بودن یا غیر بهداشتی بودن آن باشد. یک مقوای بهداشتی به هیچ عنوان بوی نامطبوع نمی‌دهد. همچنین چاپ این جعبه‌ها نیز بسیار مهم است و باید از رنگ‌هایی با پایه گیاهی و مورد تأیید استفاده نمود.
برخی فروشندگان فست فود ممکن است از مقواهای غیر بهداشتی جهت جعبه پیتزا استفاده کنند. مقواهای گیاهی بهترین مورد برای بسته‌بندی مواد غذایی هستند.